# Айсберги (картина)
«Айсберги» (англ. The Icebergs) — картина американського художника Фредеріка Едвіна Черча (1826—1900), написана у 1861 році. Перебуває у власності Музею мистецтв Далласа в штаті Техас. Розмір картини — 164×286 см, з рамою — 216×338×12,7 см.

## Історія
Черч цікавився історією зниклої експедиції Франкліна 1845—1847 років, яка намагалася знайти Північно-Західний прохід. Влітку 1859 року художник разом з поетом і письменником Луїсом Леграндом Ноблем (англ. Louis Legrand Noble, 1813—1882) вирушив у плавання до Ньюфаундленду і Лабрадору, яке, за різними даними, тривало від одного місяця до шести тижнів. Нобл описав їх пригоди у книзі «За айсбергами з художником: літня подорож до Лабрадору і навколо Ньюфаундленду» (англ. After Icebergs with a Painter: A Summer Voyage to Labrador and Around Newfoundland), що була видана у 1861 році.
Під час цієї подорожі Черч зробив безліч малюнків і начерків айсбергів, які були використані при написанні картини «Айсберги». Картина була представлена публіці в Нью-Йорку 24 квітня 1861 року, отримавши безліч захоплених відгуків — в газеті New York Daily Tribune її навіть назвали «найвидатнішим твором мистецтва, створеним до того часу в цій країні» (США). До часу показу картини в США вже розпочалася громадянська війна. Щоб показати свою підтримку силам Півночі, Черч перейменував свою картину на «Північ — картина айсбергів Черча» (англ. The North — Church’s Picture of Icebergs), а також ввів плату (25 центів) за перегляд картини і перевів всі збори до фонду родичів солдатів — Union's Patriotic Fund. 1862 року картина також виставлялася в Бостоні.
Громадянська війна завадила художнику продати картину «Айсберги» в США. 1863 року вона виставлялася в Лондоні, і після виставки її купив англійський залізничний магнат з Манчестера Едвард Воткінс (англ. Sir Edward Watkins), який розмістив її в своєму заміському будинку Rose Hill. Після смерті Воткінса у 1901 році будинок перейшов у власність міста Манчестера. В 1920-х роках в ньому відкрили школу для хлопчиків з проблемами поведінки (англ. school for wayward boys), а картина «Айсберги» залишилась висіти на сходах.
Тим часом, мистецтвознавці загубили слід цієї картини і вона була практично забута, її відкрили заново тільки в 1970-х роках. 1979 року її продали на аукціоні Sotheby's за 2,5 мільйони доларів — найбільшу (на той момент) ціну для картин американських художників, що у 2,5 рази перевищувала попередній рекорд. У тому ж 1979 році покупці картини «Айсберги» Норма і Ламар Хант (Norma and Lamar Hunt) передали її в дар Музею мистецтв Далласа. Відтоді вона є однією з найвідоміших картин музею — на неї іноді навіть посилаються як на «Мону Лізу» Далласького музею мистецтв".

## Опис
На картині Черч зображує сувору, але чарівну природну красу північної природи. Він використовує привабливу гаму кольорів для зображення крижаних мас і ефектів освітлення, послуговуючись різними відтінками блакитного, зеленого, рожевого і білого кольорів. На айсбергу ліворуч також видно прожилки блакитного кольору, який дійсно зустрічаються у айсбергів завдяки почерговому таненню і замерзанню води.
Уламок щогли, зображений на передньому плані картини, пов'язаний з інтересом художника до сумної долі експедиції Франкліна. Цей уламок символізує крихкість людини на тлі сил природи. Цікаво, що цієї щогли не було на початковій версії картини, показаної в 1861 році — вона була дописана художником пізніше, наприкінці 1862 або початку 1863 року, перед лондонською виставкою.

## Інші картини
У Фредеріка Едвіна Черча були також інші картини з зображенням айсбергів — «Айсберги і корабельна аварія на заході сонця» (англ. Icebergs and Wreck in Sunset, 1860, приватна колекція) і «Айсберг» (англ. The Iceberg, 1891, Музей мистецтв Карнегі, Піттсбург).

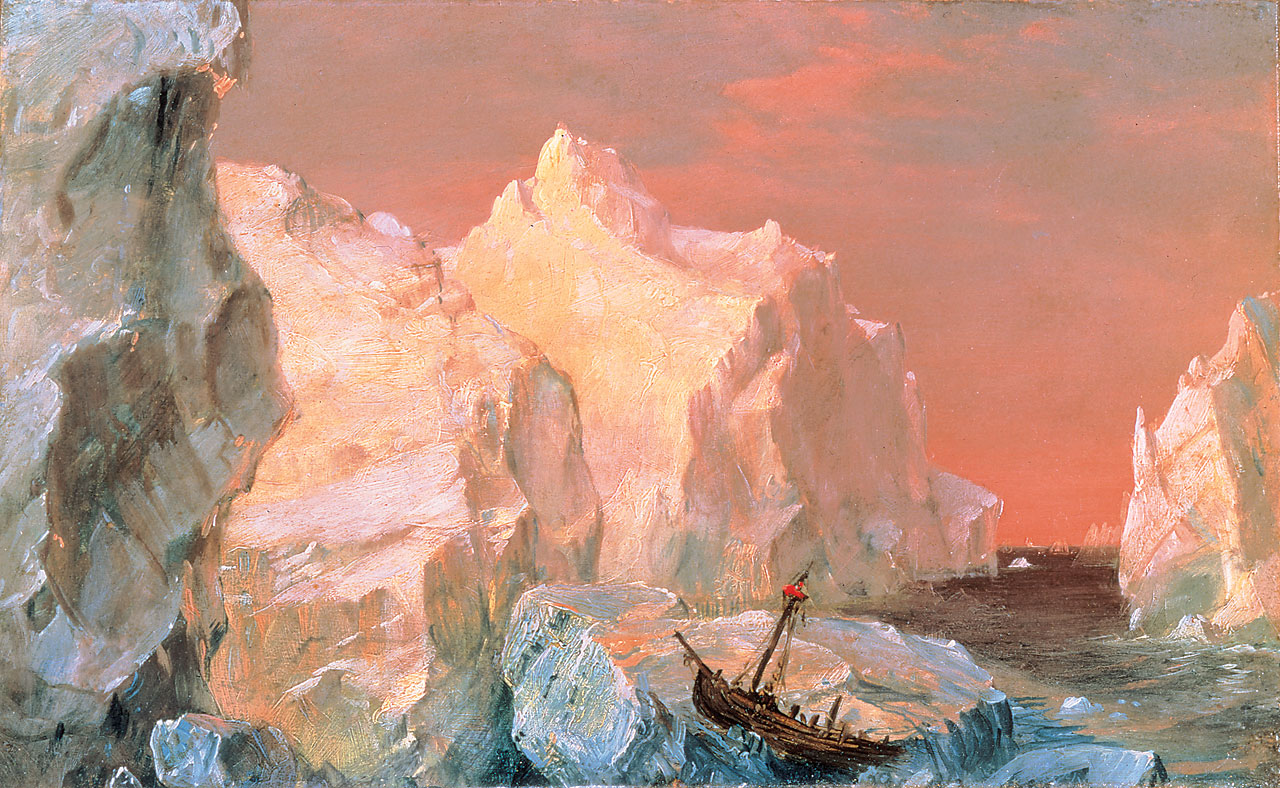
Фредерік Едвін Черч Айсберги і корабельна аварія на заході сонця (1860), приватна колекція
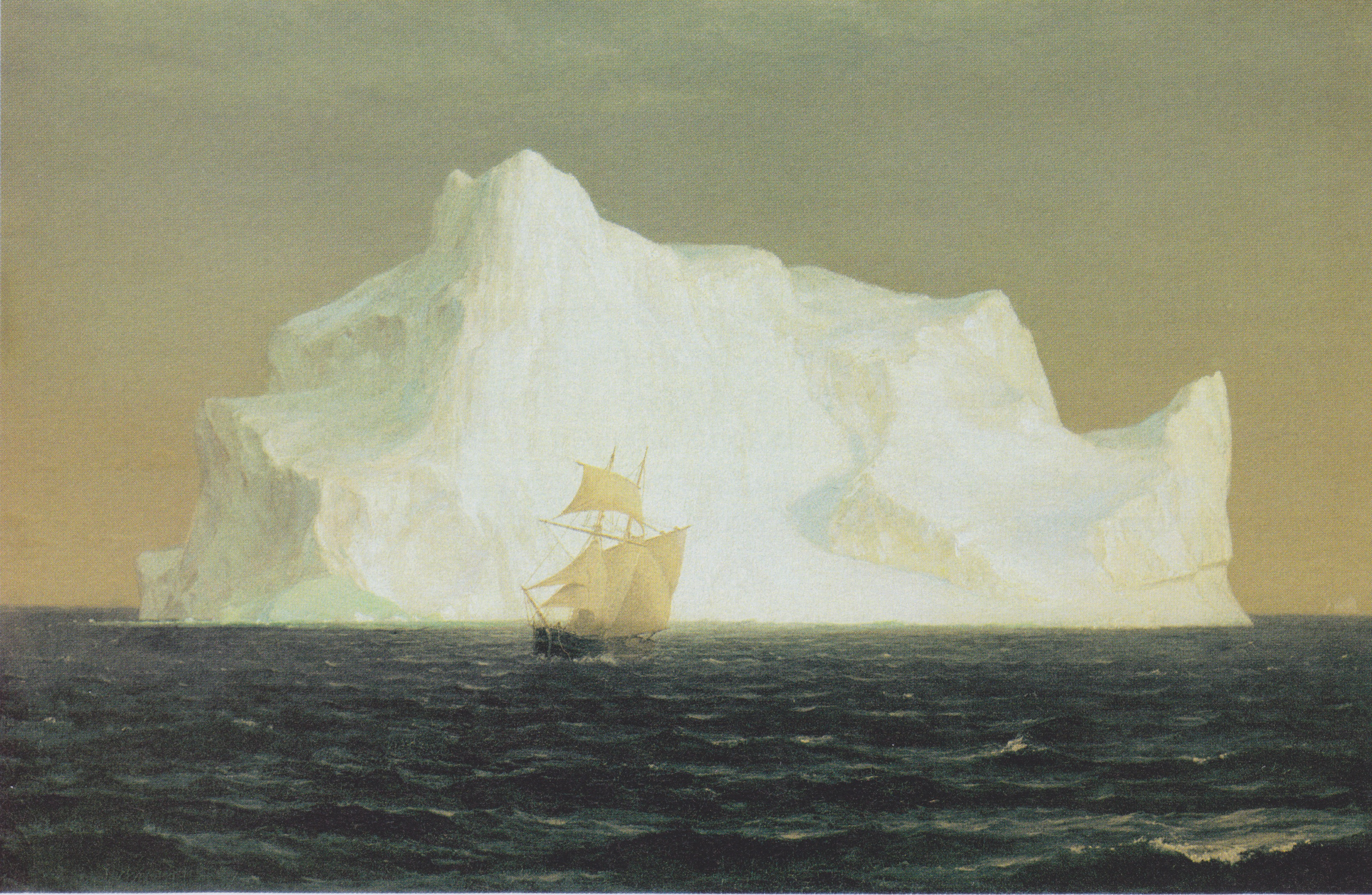
Фредерік Едвін Черч Айсберг (1891), Музей мистецтв Карнегі, Піттсбург